# Sedererstuiben
Der Sedererstuiben (oder einfach Sederer) ist ein 1737 m hoher Berggipfel in der Hochgratkette der Allgäuer Alpen. Die Schartenhöhe des Sedererstuiben beträgt mindestens 37 Meter, seine Dominanz 600 Meter, wobei der Stuiben jeweils Referenzberg ist.

## Besteigung
Er ist vom Mittagberg, der Alpe Gund und dem Staufner Haus aus erreichbar.
Von der Alpe Gund führt ein Weg zum Sedererstuiben hinauf, der teilweise mit dem Auto befahrbar ist. An dem Wegweiser, an dem sich Stuiben und Sedererstuiben trennen, geht ein schlecht markierter Weg an einem Stacheldrahtzaun hinauf. Auf einem gut markierten Weg ist der Gipfel umgehbar.
Vom Staufner Haus führt ein sechs Stunden langer Weg zum Sedererstuiben hinauf. Der Weg führt über den Hochgrat, über das Rindalphorn, den Gündleskopf und den Buralpkopf. Der Weg erfordert Ausdauer und Schwindelfreiheit. Der Weg vom Mittag aus dauert ungefähr zwei Stunden und führt über die Bärenköpfle, den Steineberg und den Stuiben. Auch hier ist Schwindelfreiheit nötig.